# Alina Simone
Alina Simone (geboren 13. Oktober 1974 in Charkiw, Ukrainische SSR als Alina Vilenkin) ist eine US-amerikanische Sängerin und Autorin.

## Leben
Alina Vilenkin wanderte mit ihren Eltern aus der Sowjetunion aus, da ihre Eltern dort politisch verfolgt wurden. Sie wuchs in Massachusetts auf, wo sie Fotografie an einer Kunstschule studierte. Um ihre Assimilation als Immigrantin zu erleichtern, nahm sie 1999 den Mädchennamen ihrer Mutter an. Danach lebte sie in Austin, Texas, wo sie als Straßenmusikerin begann, eigene Songs mit der Gitarre zu spielen. Ihre erste LP Placelessness kam 2007 heraus. 2008 zog sie nach New York City. Ihre zweite LP, Everyone is Crying Out to Me, Beware brachte von ihr adaptierte Songs der 1991 verstorbenen russischen Sängerin Yanka Dyagileva. 2011 kam eine weitere LP, Make Your Own Danger, mit eigenen Liedern heraus.
Sie veröffentlichte 2011 eine Sammlung autobiografischer Essays unter dem Titel You Must Go And Win. Ihr erster Roman Note to Self to be erschien 2013.
Simone arbeitet für PRI's The World, schreibt für Slate, veröffentlicht gelegentlich in einem Blog bei der New York Times und wird dort auch gedruckt. An der Yale University hat sie kreatives Schreiben unterrichtet.
Sie lebt mit dem Philosophen Joshua Knobe und einer Tochter in Brooklyn.

## Musik und Text
- Placelessness. Acme, Mich. : 54° 40' or Fight!, 2007
- Everyone is crying out to me, beware. Acme, Mich. : 54° 40' or Fight!, 2008
- Make your own danger. Pentar Records, 2011
- You must go and win. New York : Faber and Faber, 2011
  - Ich wollte Einhörner : Roman. Aus dem Amerikanischen von Vanadis Buhr. München : Graf, 2015
- Note to Self to be. New York : Faber 2013
- Madonnaland : and other detours into fame and fandom. Austin : University of Texas Press, 2016